# The Rev
James Owen Sullivan (9. únor 1981 – 28. prosinec 2009), jinak znám jako The Reverend Tholomew Plague, často zkracováno na The Rev, byl americký hudebník, nejznámější jako bubeník americké metalové skupiny Avenged Sevenfold. Byl také hlavním zpěvákem ve skupině Pinkly Smooth - vedlejším projektu a tou dobou byl znám jako "Rat Head" (Krysí hlava). James vyrůstal s nynějším spoluhráčem z kapely Avenged Sevenfold, Synysterem Gatesem a žil v Huntington Beach, v Kalifornii. The Rev byl nalezen mrtvý 28. prosince 2009 ve věku 28 let.

## Biografie
The Rev dostal svůj první pár paliček ve 4 letech a jeho první buben v 11. Ve skupinách začal hrát na střední škole. Než přišel do skupiny Avenged Sevenfold jako jeden z jejích zakládajících členů, byl bubeníkem ve skupině třetí vlny hrající ska, Suburban Legends. V 18 letech nahrál spolu se svojí skupinou (Avenged Sevenfold) první album s názvem "Sounding the Seventh Trumpet". Zajímali ho Frank Zappa a King Crimson. The Rev řekl v interview časopisu Moderm Drummer: „Byl jsem vychován v rocku a metalu“.
Později zaujal bubeníky Vinnieho Paula, Mika Portnoye, Dava Lombarda, Larse Ulricha, a Terryho Bozzia. Dokonce zaujal na pohled i Tommy Leeho, o čemž prohlásil „Nikdy jsem si nemyslel, že budu zajímat někoho jako on“. Sullivan své bubnování nazýval 'double-ride', protože tehdy nikdo na světě tuto techniku neovládal) je technika, kterou můžete slyšet v písních jako „Almost Easy“, „Critical Acclaim“ a „Crossroads“, ve kterých Sullivan zrychlí tempo, když začne hrát dvoj kopák a bouchat na ride.
Skupina vyhrála hudební cenu MTV za nejlepší skladby v roce 2006, čímž předběhla Rihannu, Panic! at the Disco, Angels & Airwaves, Jamese Blunta i Chrise Browna.
The Rev byl také zpěvák, skladatel textů a pianista v Avenged Sevenfold. Jeho hru na piano můžete slyšet ve skladbách jako „Warmness on the Soul“, a „Fiction“ . Zpíval ve skladbách „A Little Piece of Heaven“, „Brompton Cocktail“, „Critical Acclaim“, „Crossroads“, „Gunslinger“, „Lost“, „Scream“, „Afterlife“ a „Fiction“. Použil své umění hrát na kytaru a piáno, aby napsal skladby: „Almost Easy“, „A Little Piece of Heaven“, „Afterlife“ a „Brompton Cocktail“ a „Fiction“. Také přispěl k tvorbě „Critical Acclaim“ a „Lost“.
Avenged Sevenfold také zveřejnili, že budou natáčet demoverzi „Nightmare“, ve které hraje The Rev na elektrické bicí a zpívá.
Na druhoročním Revolver Golden God Awards vyhrál The Rev cenu za nejlepšího bubeníka, čímž porazil i bubeníky jako Chrise Adlera ze skupiny Lamb of God, Branna Dailora ze skupiny Mastodon, Dava Grohla ze skupiny Them Crooked Vultures i Dava Lombarda ze skupiny Slayer. Cena byla udělena Joeym Jordisonem ze skupiny Slipknot a Vinniem Paulem ze skupiny Pantera,později vyhrál cenu předchoziho roku.Členům jeho rodiny a Avenged Sevenfold se dostalo cti jeho jménem.

## Smrt
Sullivanovo tělo bylo nalezeno v jeho domě 28. prosince 2009; bylo mu tou dobou 28 let. Jeho smrt byla označena jako přirozená. Výsledky pitvy provedené 30. prosince 2009 byly nejasné.
5. ledna 2010 byl soukromý pohřeb Jamese Owena Sullivana a o den později byl pohřben v Huntington Beach v Kalifornii.